# Punkaharju (ås)
Punkaharju är en nord-sydligt gående rullstensås  och sedan 1843 kronopark, 25 km söder om Nyslott, i landskapet Södra Savolax i Finland 290 km nordost om huvudstaden Helsingfors. Den har gett namn åt kommunen Punkaharju, som genomskärs av åsen.
Åsen är sju kilometer lång och som högst 31 meter över sjöytan på de omgivande vattnen. Den är beväxt med skog och avgränsad av Puruvesi på ena sidan och Pihlajavesi på andra sidan.
Trakten ingår i den boreala klimatzonen. Årsmedeltemperaturen i trakten är 2 °C. Den varmaste månaden är augusti, då medeltemperaturen är 16 °C, och den kallaste är januari, med −13 °C.